# (1891) Gondola
(1891) Gondola es un asteroide perteneciente al cinturón de asteroides descubierto por Paul Wild desde el observatorio de Berna-Zimmerwald, Suiza, el 11 de septiembre de 1969.

## Designación y nombre
Gondola recibió al principio la designación de 1969 RA.
Más adelante se nombró por las góndolas, debido a que la palabra tiene un sonido apropiado para un objeto que se mueve lentamente por el espacio.

## Características orbitales
Gondola orbita a una distancia media de 2,705 ua del Sol, pudiendo acercarse hasta 2,518 ua y alejarse hasta 2,893 ua. Tiene una excentricidad de 0,06916 y una inclinación orbital de 11,52°. Emplea en completar una órbita alrededor del Sol 1625 días.